# الاقلويات
الأقلويات، هي كل الجماعات الصغيرة داخل الأغلبيات. أي أنها ليست خارج الأغلبيات تمامًا، بل تشكّل جزءًا منها، لكنها تختلف عنها من حيث طريقة التفكير أو الاجتهاد.
بمعنى آخر، الأقلويات هي مجموعات تنتمي إلى نفس الدين أو المذهب الذي تنتمي إليه الأغلبيات، لكنها تتمايز عنها في الرؤية الفكرية أو المنهج أو الموقف. فهي:
- تشترك مع الأغلبيات في الانتماء العام، مثل الدين أو المذهب أو الخلفية الثقافية.
- لكنها تختلف عنها في الاجتهادات الفكرية، أي أن لها قراءة أو فهمًا أو توجّهًا خاصًا بها يختلف عن الفكر السائد أو المعتمد لدى الأغلبيات.

ومن هنا، يمكن أن نقول إن الأقلويات "منها وليست منها" في آن واحد:
- منها: لأنها تتشارك مع الأغلبيات في الانتماء الأساسي.
- وليست منها: لأنها تخالفها في طبيعة التفكير أو الموقف أو الاتجاه.

هذا يجعل الأقلويات تقع في منطقة وسطى بين الانتماء والاختلاف؛ فهي ليست غريبة بالكامل عن الأغلبيات، لكنها أيضًا ليست نسخة مطابقة لها.